# Fairhaven (Massachusetts)
Fairhaven – miasto w Stanach Zjednoczonych, w stanie Massachusetts, w hrabstwie Bristol.